# Giro del Lussemburgo 1997
Il Giro del Lussemburgo 1997, sessantunesima edizione della corsa, si svolse dal 12 al 15 giugno su un percorso di 703 km ripartiti in 5 tappe, con partenza a Lussemburgo e arrivo a Diekirch. Fu vinto dal belga Frank Vandenbroucke della Mapei-GB davanti all'italiano Alberto Elli, vincitore dell'edizione precedente, e all'olandese Erik Breukink.

## Tappe
| Tappa  | Data      | Percorso                                      | km  | Vincitore di tappa  | Leader cl. generale |
| ------ | --------- | --------------------------------------------- | --- | ------------------- | ------------------- |
| 1ª     | 12 giugno | Lussemburgo > Dippach                         | 179 | Erik Zabel          | Erik Zabel          |
| 2ª     | 13 giugno | Dudelange > Bertrange                         | 194 | Tom Steels          | Erik Zabel          |
| 3ª     | 14 giugno | Niederanven > Beckerich                       | 134 | Robbie McEwen       | Erik Zabel          |
| 4ª     | 14 giugno | Bettembourg > Bettembourg (cron. individuale) | 16  | Frank Vandenbroucke | Frank Vandenbroucke |
| 5ª     | 15 giugno | Diekirch > Diekirch                           | 180 | Jaan Kirsipuu       | Frank Vandenbroucke |
| Totale | Totale    | Totale                                        | 703 |                     |                     |

## Dettagli delle tappe

### 1ª tappa
- 12 giugno: Lussemburgo > Dippach – 179 km

| Pos. | Corridore   | Squadra       | Tempo    |
| ---- | ----------- | ------------- | -------- |
| 1    | Erik Zabel  | Telekom       | 4h43'39" |
| 2    | Marcel Wüst | Festina-Lotus | s.t.     |
| 3    | Henk Vogels | Gan           | s.t.     |

| Pos. | Corridore   | Squadra       | Tempo    |
| ---- | ----------- | ------------- | -------- |
| 1    | Erik Zabel  | Telekom       | 4h43'29" |
| 2    | Marcel Wüst | Festina-Lotus | a 4"     |
| 3    | Henk Vogels | Gan           | a 6"     |

### 2ª tappa
- 13 giugno: Dudelange > Bertrange – 194 km

| Pos. | Corridore   | Squadra  | Tempo    |
| ---- | ----------- | -------- | -------- |
| 1    | Tom Steels  | Mapei-GB | 4h33'37" |
| 2    | Erik Zabel  | Telekom  | s.t.     |
| 3    | Bjarne Riis | Telekom  | s.t.     |

| Pos. | Corridore   | Squadra       | Tempo    |
| ---- | ----------- | ------------- | -------- |
| 1    | Erik Zabel  | Telekom       | 9h16'53" |
| 2    | Marcel Wüst | Festina-Lotus | a 15"    |
| 3    | Henk Vogels | Gan           | a 16"    |

### 3ª tappa
- 14 giugno: Niederanven > Beckerich – 134 km

| Pos. | Corridore        | Squadra         | Tempo    |
| ---- | ---------------- | --------------- | -------- |
| 1    | Robbie McEwen    | Rabobank        | 3h04'31" |
| 2    | Max van Heeswijk | Rabobank        | s.t.     |
| 3    | Geert Van Bondt  | Vlaanderen 2002 | s.t.     |

| Pos. | Corridore   | Squadra       | Tempo     |
| ---- | ----------- | ------------- | --------- |
| 1    | Erik Zabel  | Telekom       | 12h21'24" |
| 2    | Marcel Wüst | Festina-Lotus | a 15"     |
| 3    | Henk Vogels | Gan           | a 16"     |

### 4ª tappa
- 14 giugno: Bettembourg > Bettembourg (cron. individuale) – 16 km

| Pos. | Corridore           | Squadra  | Tempo  |
| ---- | ------------------- | -------- | ------ |
| 1    | Frank Vandenbroucke | Mapei-GB | 19'40" |
| 2    | Rolf Sörensen       | Rabobank | a 24"  |
| 3    | Erik Breukink       | Rabobank | a 25"  |

| Pos. | Corridore           | Squadra  | Tempo     |
| ---- | ------------------- | -------- | --------- |
| 1    | Frank Vandenbroucke | Mapei-GB | 12h41'27" |
| 2    | Alberto Elli        | Casino   | a 21"     |
| 3    | Erik Breukink       | Rabobank | a 28"     |

### 5ª tappa
- 15 giugno: Diekirch > Diekirch – 180 km

| Pos. | Corridore        | Squadra  | Tempo    |
| ---- | ---------------- | -------- | -------- |
| 1    | Jaan Kirsipuu    | Casino   | 4h15'43" |
| 2    | Henk Vogels      | Gan      | s.t.     |
| 3    | Max van Heeswijk | Rabobank | s.t.     |

| Pos. | Corridore           | Squadra  | Tempo     |
| ---- | ------------------- | -------- | --------- |
| 1    | Frank Vandenbroucke | Mapei-GB | 12h41'27" |
| 2    | Alberto Elli        | Casino   | a 21"     |
| 3    | Erik Breukink       | Rabobank | a 28"     |

## Classifiche finali

### Classifica generale
| Pos. | Corridore            | Squadra                      | Tempo     |
| ---- | -------------------- | ---------------------------- | --------- |
| 1    | Frank Vandenbroucke  | Mapei-GB                     | 12h41'27" |
| 2    | Alberto Elli         | Casino-C'est votre équipe    | a 21"     |
| 3    | Erik Breukink        | Rabobank                     | a 28"     |
| 4    | Henk Vogels          | Gan                          | a 31"     |
| 5    | Luis Pérez Rodriguez | ONCE                         | a 32"     |
| 6    | Nico Mattan          | Mapei-GB                     | a 36"     |
| 7    | Rafael Díaz Justo    | ONCE                         | s.t.      |
| 8    | David Etxebarria     | ONCE                         | a 37"     |
| 9    | Lauri Aus            | Casino-C'est votre équipe    | s.t.      |
| 10   | Angelo Lecchi        | MG Boys Maglificio-Technogym | a 39"     |